# Zivilverdienstorden von Savoyen

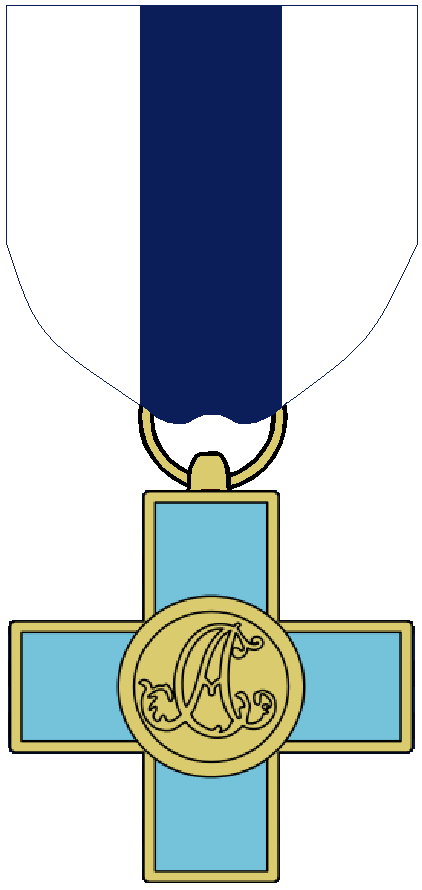
Zivilorden von Savoyen

Der Zivilverdienstorden von Savoyen (italienisch Ordine Civile di Savoia) wurde durch Karl Albert, König von Sardinien-Piemont am 29. Oktober 1831 gestiftet. Er war seit 1861 der höchste zivile Verdienstorden des Königreichs Italien.

## Geschichte
Der Orden wurde entweder an Inländer oder an Personen, die gleiche Staatsrechte erworben hatten und von anerkanntem Verdienst waren, verliehen. Insbesondere an
- höhere Beamte, die ohne besonderen Auftrag hoher Administration eine Tat ausgeführt hatten,
- an Gelehrte, Schriftsteller und Beamte, die ein wichtiges Werk verfassten,
- an Ingenieure, Baumeister und Künstler, die durch verdienstvolle Werke sich einen Namen gemacht,
- an Personen, die wichtige Entdeckungen gemacht oder Verbesserungen hinzugefügt haben,
- an Professoren der Wissenschaften und der Literatur sowie an Erziehungsanstaltsdirektoren von Ruf.

Die Anzahl der Ritter wurde am 16. November 1850 auf fünfzig und am 20. Februar 1868 auf sechzig festgelegt. Die Pensionen wurden durch König Viktor Emanuel II. am 23. Juni 1861 neu geordnet.
1946 wurde das Königreich Italien zur Republik, der Orden bestand als dynastischer Orden des Hauses Savoyen jedoch weiter fort. Viktor Emanuel von Savoyen als Großmeister der savoyischen Hausorden stiftete 1988 den privaten Verdienstorden von Savoyen mit dem Anspruch eines faktischen Nachfolgers.

## Ordensdekoration
Der Orden war ein blau emailliertes einfaches Kreuz mit goldener Einfassung. Im runden goldgefassten Mittelschild steht auf der Vorderseite mit goldener Inschrift die verschlungenen Initialen des Stifters C A und auf der Rückseite die Worte als Ordensdevise AL MERITO CIVILE 1831.

## Ordensband und Trageweise

Bandschnalle

Das Band war blau mit zwei weißen Streifen. Der Orden wurde auf der linken Brust oder im Knopfloch getragen. Ab 9. Februar 1841 war eine Ordenskleidung verbindlich. Diese bestand aus einer blauen Uniform mit reichlichen goldenen Stickereien. Weiße Beinkleider, seidene Strümpfe und Schuhe mit goldenen Schnallen gehörten dazu. Ein Dreispitz französischer Art mit schwarzer Feder, mit goldener Agraffe und mit goldenen Quasten vervollständigte die Zeremonienkleidung.